# Fara ve Starém Plzenci
Fara ve Starém Plzenci je budova ve Starém Plzenci, městě v okrese Plzeň-město v Plzeňském kraji.  Farní areál s budovou fary goticko-renesančního původu, přestavěnou barokně se zajímavými sklepy, s hospodářskými budovami a vedlejším kostelem Narození Panny Marie tvoří výraznou dominantu severní části městečka. Od roku 1987 je areál zapsán do státního seznamu kulturních památek.

## Historie a popis
Renesanční fara stojí na Třebízského náměstí, severozápadně od kostela Narození Panny Marie. K chráněnému areálu fary patří ještě stodoly v zadní části dvora, budovy chlévů a ohradní zeď s bránou a brankou.
Budova fary je v západní části goticko-renesanční, barokně upravená a později doplněná klasicistní dostavbou; hospodářské objekty jsou klasicistní.